# Bulbophyllum manobulbum
Bulbophyllum manobulbum är en orkidéart som beskrevs av Rudolf Schlechter. Bulbophyllum manobulbum ingår i släktet Bulbophyllum och familjen orkidéer. Inga underarter finns listade i Catalogue of Life.